# 전조선야구쟁패전
전조선야구쟁패전(全朝鮮野球爭霸戰)은 일제강점기 조선의 야구 대회이다. 1924년에 시작되어 1925년까지 개최되었다.

## 세부 종목
| 1920년대 | 24 | 25 |
| -------- | -- | -- |
| 남자     | •  | •  |
| 계       | 1  | 1  |

## 시즌별 결과
| 시즌   | 참가 | 우승          | 준우승        | 비고 |
| ------ | ---- | ------------- | ------------- | ---- |
| 1924년 | 4팀  | 전경중 야구단 | 전대구 야구단 |      |
| 1925년 | 7팀  | 경희 야구단   | 전전주 야구단 |      |

## 참고 문헌
- 대한체육회 100주년 기념사업부 (2020). 《대한민국 체육 100년》. 대한체육회.
- 《대한민국 체육 100년 Ⅰ 통사 (민족과 함께 한 대한민국 체육 100년)》. 대한체육회. 2020.
- 《대한민국 체육 100년 Ⅱ 민족의 구심체, 조선체육회 (1920~1945)》. 대한체육회. 2020.
- 《대한민국 체육 100년 Ⅲ 세계를 향한 도전 (1945~1980)》. 대한체육회. 2020.
- 《대한민국 체육 100년 Ⅳ 스포츠로 꽃피운 대한민국 (1981~2000)》. 대한체육회. 2020.
- 《대한민국 체육 100년 Ⅴ 스포츠강국을 넘어 선진국으로(2001~2020)》. 대한체육회. 2020.
- 《한국야구사》. 대한야구협회. 1999.
- 홍순일 (2013). 《한국 야구사 연표》 (PDF). 한국야구위원회. 2024년 7월 6일에 원본 문서 (PDF)에서 보존된 문서. 2025년 4월 13일에 확인함.